# Тайра Келдервуд
Тайра Келдервуд (англ. Tyra Calderwood; нар. 19 вересня 1990) — колишня австралійська тенісистка.
Найвищу одиночну позицію світового рейтингу — 607 місце досягла 6 жовтня 2008, парну — 190 місце — 10 вересня 2012 року.
Здобула 6 парних титулів туру ITF.

## Фінали ITF

### Парний розряд: 14 (6–8)
| турніри $100,000 |
| турніри $75,000  |
| турніри $50,000  |
| турніри $25,000  |
| турніри $10,000  |

| Фінали за покриттям |
| Тверде (6/6)        |
| Ґрунт (0/0)         |
| Трава (0/2)         |
| Килим (0/0)         |

| Результат | Ранг | Дата              | Турнір                      | Покриття | Партнерка            | Суперниці                          | Рахунок            |
| --------- | ---- | ----------------- | --------------------------- | -------- | -------------------- | ---------------------------------- | ------------------ |
| Перемога  | 1.   | 5 грудня 2008     | ITF Сорренто, Австралія     | Тверде   | Шеннон Голдс         | Джейд Кертіс Чжан Лін              | 6–4, 3–6, [10–8]   |
| Поразка   | 2.   | 4 травня 2009     | ITF Іпсвіч, Австралія       | Трава    | Шеннон Голдс         | Арай Макі Олівія Роговська         | 3–6, 2–6           |
| Поразка   | 3.   | 14 вересня 2009   | ITF Дарвін, Австралія       | Тверде   | Олівія Роговська     | Ніколь Кріз Алісія Молік           | 3–6, 4–6           |
| Поразка   | 4.   | 11 вересня 2010   | ITF Кернс, Австралія        | Тверде   | Ноппаван Летчівакарн | Теммі Петтерсон Олівія Роговська   | 3–6, 6–7(3–7)      |
| Поразка   | 5.   | 19 вересня 2011   | ITF Дарвін, Австралія       | Тверде   | Стефані Бенгсон      | Марія Фернанда Алвеш Саманта Мюррі | 4–6, 2–6           |
| Перемога  | 6.   | 31 жовтня 2011    | ITF Маунт-Гамбір, Австралія | Тверде   | Стефані Бенгсон      | Ізабелла Голланд Саллі Пірс        | w/o                |
| Перемога  | 7.   | 14 листопада 2011 | ITF Траралґон, Австралія    | Тверде   | Стефані Бенгсон      | Монік Адамчак Бояна Бобушич        | 6–7(2–7), 6–1, 6–3 |
| Перемога  | 8.   | 21 листопада 2011 | ITF Бендіго, Австралія      | Тверде   | Стефані Бенгсон      | Сторм Сендерз Саманта Маррей       | 2–6, 6–1, 6–3      |
| Поразка   | 9.   | 4 лютого 2012     | ITF Берні, Австралія        | Тверде   | Стефані Бенгсон      | Аріна Родіонова Мелані Саут        | 2–6, 2–6           |
| Поразка   | 10.  | 20 лютого 2012    | ITF Мілдьюра, Австралія     | Трава    | Стефані Бенгсон      | Мервана Югич-Салкич Ксенія Ликіна  | 7–5, 5–7, [7–10]   |
| Перемога  | 11.  | 25 червня 2012    | ITF Паттая, Таїланд         | Тверде   | Даєнн Голландс       | Ден Меннін Чжао Цяньцянь           | 6–1, 6–3           |
| Поразка   | 12.  | 2 липня 2012      | ITF Паттая, Таїланд         | Тверде   | Даєнн Голландс       | Ходзумі Ері Танака Марі            | 6–4, 4–6, [10–12]  |
| Поразка   | 13.  | 27 Сер 2012       | ITF Кернс, Австралія        | Тверде   | Теммі Петтерсон      | Монік Адамчак Вікторія Ларр'єр     | 2–6, 6–1, [5–10]   |
| Перемога  | 14.  | 4 березня 2013    | ITF Сідней, Австралія       | Тверде   | Елісон Бай           | Аня Докич Джессіка Мор             | 7–6(7–3), 6–4      |